# Castelo de Gloucester
O castelo de Gloucester era um castelo na cidade de Gloucester, no condado de Gloucestershire. O castelo foi demolido e a prisão de Gloucester foi construída no site. O castelo foi redescoberto por arqueólogos em novembro de 2015.